# 低白蛋白血症
低白蛋白血症(Hypoalbuminemia、或低人血清白蛋白血症(hypoalbuminaemia))是一種醫學病症，其中在血清的白蛋白(Human serum albumin)的水平異常的低。它是低蛋白血症(Hypoproteinemia)的一種具體形式。.
白蛋白是在人體內的主要蛋白，佔大約總人體血浆蛋白質質量的55-60％。許多激素、药物，和其它分子在血液中大多是結合到白蛋白裡，並在轉為"生物活性"(biologically active)之前必須被釋放。例如，鈣離子結合於白蛋白、且"低白蛋白血症"導致增加游離的鈣離子。
白蛋白在肝臟中合成，低血清白蛋白可以標示出肝衰竭(Liver failure)或諸如肝硬化或慢性肝炎等疾病。低白蛋白血症也可以存在如腎病症候群(NS)的一部分，其中蛋白質由於腎損害丟失在尿液中。低白蛋白水平為"營養不良"或蛋白丟失性腸病(Protein losing enteropathy)的指標。
低白蛋白血症經由"膠體滲透壓的降低"可能導致全身性水肿(腫脹)。
人血清白蛋白(human serum albumin)水平是肝功能測試標準面板的一部分。低於"每分升3.5克"(3.5 grams per deciliter)水平通常被認為是低的。

## 外部連結
- CRISP Thesaurus 00004012
- Treating Hypoalbuminemia In Critically Ill Patients（页面存档备份，存于）